# 史密斯威森M310夜間護衞型左輪手槍
史密斯威森M310夜間護衞型（英語：Smith & Wesson Model 310Night Guard）是一款由美国槍械公司史密斯威森旗下的性能中心以史密斯威森M310（史密斯威森M610的钪合金底把版本）為藍本研製及生產的6發式“N型底把”雙動操作式個人防護及專業／職責用途左輪手槍，發射火力強大的10毫米Auto或火力相對較弱的.40 S&W這二種半自動手枪子彈。

## 概述
2008年，史密斯威森宣布已經推出新型夜間警衛系列的左輪手槍，而史密斯威森M310夜間護衞型就是其中一把。但史密斯威森M310夜間護衞型現已停產。
史密斯威森M310夜間護衞型是一把類似史密斯威森M610的左輪手槍，使用了鋁電解钪合金底把以及採用啞光黑色塗層、PVD塗層不鏽鋼彈巢、帕茨米亞（英語：Pachmayr）環繞式壓實特製握把和XS Sights製造的氚光機械瞄具，另外裝有一個類似史密斯威森M627的凹槽式照門。

## 資料來源
1. ↑  . www.smith-wesson.com.   [2019-11-25]. （原始内容存档于2020-02-20）.

- （英文）—Manfacturer: Smith & Wesson （页面存档备份，存于）—Model 310 Night Guard （页面存档备份，存于）

## 外部連結
- （英文）—The Firearm Blog.com—S&W Model 310 Night Guard 10mm / .40S&W （页面存档备份，存于）
- （英文）—Genitron.com—Smith & Wesson 310 Night Guard
- （英文）—GunGunsGuns.net—Smith & Wesson Model 310 Night Guard （页面存档备份，存于）
- （英文）—WhichGun.com—Smith & Wesson Model 310 Night Guard